# UCI America Tour de 2023
O UCI America Tour 2023 será a décima-novena edição do calendário ciclístico internacional Americano. Iniciou-se a 6 de janeiro de 2023 em Argentina , com o Giro do Sol San Juan e finalizará a 14 de outubro de 2023 com a Volta ao Equador em Equador . Em princípio, disputar-se-iam 22 concorrências, outorgando pontos aos primeiros classificados das etapas e à classificação final, ainda que o calendário pode sofrer modificações ao longo da temporada com a inclusão de novas corridas ou exclusão de outras.

## Equipas
As equipas que podem participar nas diferentes corridas depende da categoria das mesmas. As equipas UCI WorldTeam e UCI ProTeam, têm cota limitada para competir de acordo ao ano correspondente estabelecido pela UCI, as equipas Equipas Continentais e seleções nacionais não têm restrições de participação:
| Categoria      | Categoria                       | Equipas                                                                           |
| -------------- | ------------------------------- | --------------------------------------------------------------------------------- |
| .1             | 1.1 (Corrida de um dia)         | * UCI WorldTeam (max 50%) * UCI ProTeam * Continentais * Seleções nacionais       |
| .1             | 2.1 (Corrida de vários dias)    | * UCI WorldTeam (max 50%) * UCI ProTeam * Continentais * Seleções nacionais       |
| .2             | 1.2 (Corrida de um dia)         | * UCI ProTeam * Continentais * Seleções nacionais * Seleções regionais * Amadores |
| .2             | 2.2 (Corrida de vários dias)    | * UCI ProTeam * Continentais * Seleções nacionais * Seleções regionais * Amadores |
| .Ncup (sub-23) | 1.ncup (Corrida de um dia)      | * Seleções nacionais * Seleções mistas                                            |
| .Ncup (sub-23) | 2.ncup (Corrida de vários dias) | * Seleções nacionais * Seleções mistas                                            |

## Calendário
As seguintes são as corridas que compõem o calendário UCI America Tour para a temporada de 2023 aprovado pela UCI.
| UCI America Tour de 2023 | UCI America Tour de 2023 | UCI America Tour de 2023         | UCI America Tour de 2023 | UCI America Tour de 2023 |
| Data                     | País                     | Corrida                          | Vencedor                 |                          |
| ------------------------ | ------------------------ | -------------------------------- | ------------------------ | ------------------------ |
| 12 – 19 nov.             | Equador                  | Volta ao Equador                 | Robinson Chalapud        |                          |
| 16 – 25 dez.             | Costa Rica               | Volta à Costa Rica               | Marco Suesca             |                          |
| 6 – 8 jan.               | Argentina                | Giro del Sol San Juan            | Maximiliano Navarrete    |                          |
| 15 – 22 jan.             | Venezuela                | Volta ao Táchira                 | José Alarcón             |                          |
| 1 – 5 fev.               | Argentina                | Vuelta del Porvenir San Luis     | Martín Vidaurre Kossmann |                          |
| 29 mar. – 2 abr.         | Guatemala                | Vuelta BANTRAB                   | Óscar Sevilla            |                          |
| 26 – 30 abr.             | Estados Unidos           | Tour de Gila                     | Alex Hoehn               |                          |
| 4 – 7 mai.               | Argentina                | Vuelta a Catamarca Internacional | Miguel Ángel López       |                          |
| 18 – 21 mai.             | Estados Unidos           | Joe Martin Stage Race            | Riley Sheehan            |                          |
| 14 – 18 jun.             | Canadá                   | Tour de Beauce                   | Luke Valenti             |                          |
| 16 – 25 jun.             | Colômbia                 | Volta à Colômbia                 | Rodrigo Contreras        |                          |
| 19 – 23 jul.             | Chile                    | Vuelta Ciclista de Chile         | cancelado                |                          |
| 12 ago.                  | Guatemala                | Gran Premio Guatemala            | Róbigzon Oyola           |                          |
| 13 ago.                  | Guatemala                | Gran Premio Chapin               | Javier Jamaica           |                          |
| 19 – 20 ago.             | Antígua e Barbuda        | Subway 3-Stage Race              | cancelado                |                          |
| 23 – 27 ago.             | Brasil                   | Tour do Rio                      | cancelado                |                          |
| 25 – 30 set.             | Equador                  | Volta ao Equador                 | Robinson Chalapud        |                          |

## Classificações parciais
- Nota:  As classificações parciais até momento são:[5]

### Individual
| Posição | Corredor | Equipa | Pontos |
| ------- | -------- | ------ | ------ |
| 1.º     |          |        |        |
| 2.º     |          |        |        |
| 3.º     |          |        |        |
| 4.º     |          |        |        |
| 5.º     |          |        |        |
| 6.º     |          |        |        |
| 7.º     |          |        |        |
| 8.º     |          |        |        |
| 9.º     |          |        |        |
| 10.º    |          |        |        |

| Posições 11.ª ao 20.ª | Posições 11.ª ao 20.ª | Posições 11.ª ao 20.ª | Posições 11.ª ao 20.ª |
| --------------------- | --------------------- | --------------------- | --------------------- |
| 11.º                  |                       |                       |                       |
| 12.º                  |                       |                       |                       |
| 13.º                  |                       |                       |                       |
| 14.º                  |                       |                       |                       |
| 15.º                  |                       |                       |                       |
| 16.º                  |                       |                       |                       |
| 17.º                  |                       |                       |                       |
| 18.º                  |                       |                       |                       |
| 19.º                  |                       |                       |                       |
| 20.º                  |                       |                       |                       |

### Equipas
| Posição | Equipa | Pontos |
| ------- | ------ | ------ |
| 1.º     |        |        |
| 2.º     |        |        |
| 3.º     |        |        |
| 4.º     |        |        |
| 5.º     |        |        |

### Países
| Posição | País | Pontos |
| ------- | ---- | ------ |
| 1.º     |      |        |
| 2.°     |      |        |
| 3.º     |      |        |
| 4.º     |      |        |
| 5.º     |      |        |

### Países sub-23
| Posição | Corredor | Equipa | Pontos |
| ------- | -------- | ------ | ------ |
| 1.º     |          |        |        |
| 2.º     |          |        |        |
| 3.º     |          |        |        |
| 4.º     |          |        |        |
| 5.º     |          |        |        |

## Evolução das classificações
| Data          | Classificação individual | Classificação por equipas | Classificação por países | Classificação por países sub-23 |
| ------------- | ------------------------ | ------------------------- | ------------------------ | ------------------------------- |
| 31 de janeiro |                          |                           |                          |                                 |